# Miami Heat 2006-2007
La stagione 2006-07 dei Miami Heat fu la 19ª nella NBA per la franchigia.
I Miami Heat vinsero la Southeast Division della Eastern Conference con un record di 44-38. Nei play-off persero al primo turno con i Chicago Bulls (4-0).

## Risultati
| Squadra           | V  | P  | PCT. | GB |
| ----------------- | -- | -- | ---- | -- |
| Miami Heat        | 44 | 38 | 53,7 | -  |
| Wash. Wizards     | 41 | 41 | 50,0 | 3  |
| Orlando Magic     | 40 | 42 | 48,8 | 4  |
| Charlotte Bobcats | 33 | 49 | 40,2 | 11 |
| Atlanta Hawks     | 30 | 52 | 36,6 | 14 |

## Roster
| N° | Naz.                   | Ruolo | Sportivo         | Anno | Alt. | Peso \|\| |
| -- | ---------------------- | ----- | ---------------- | ---- | ---- | --------- |
| 1  | Stati Uniti (bandiera) | GA    | Dorell Wright    | 1985 | 201  | 91        |
| 3  | Stati Uniti (bandiera) | G     | Dwyane Wade      | 1982 | 193  | 96        |
| 6  | Stati Uniti (bandiera) | GA    | Eddie Jones      | 1971 | 198  | 86        |
| 8  | Stati Uniti (bandiera) | G     | Antoine Walker   | 1976 | 203  | 102       |
| 11 | Stati Uniti (bandiera) | G     | Chris Quinn      | 1983 | 188  | 84        |
| 20 | Stati Uniti (bandiera) | G     | Gary Payton      | 1968 | 193  | 82        |
| 22 | Stati Uniti (bandiera) | G     | Robert Hite      | 1984 | 188  | 83        |
| 24 | Stati Uniti (bandiera) | A     | Jason Kapono     | 1981 | 203  | 97        |
| 25 | Stati Uniti (bandiera) | A     | Wayne Simien     | 1983 | 206  | 116       |
| 30 | Stati Uniti (bandiera) | C     | Earl Barron      | 1981 | 213  | 111       |
| 32 | Stati Uniti (bandiera) | C     | Shaquille O'Neal | 1972 | 216  | 147       |
| 33 | Stati Uniti (bandiera) | C     | Alonzo Mourning  | 1970 | 208  | 109       |
| 40 | Stati Uniti (bandiera) | A     | Udonis Haslem    | 1980 | 203  | 104       |
| 42 | Stati Uniti (bandiera) | GA    | James Posey      | 1977 | 203  | 98        |
| 51 | Stati Uniti (bandiera) | C     | Michael Doleac   | 1977 | 211  | 119       |
| 55 | Stati Uniti (bandiera) | G     | Jason Williams   | 1975 | 185  | 86        |

## Staff tecnico
- Allenatore: Pat Riley
- Vice-allenatori: Ron Rothstein, Bob McAdoo, Erik Spoelstra, Keith Askins
- Preparatore fisico: Bill Foran